# 姚均晟
姚均晟（1995年10月29日—），浙江省温州市洞头区人，生于辽宁省大连市，中国足球运动员，司职中场，现效力于中超球队浙江。
姚均晟六岁时进入大连当地的一家足球学校，四年后被鲁能足校相中，前往山东接受青训。2010年，他被选入中国U15国家足球队。2014年，他又入选了中国国青队。不久，他被山东鲁能送往葡萄牙踢球，加盟里斯本大区超级联赛皇家体育会队。2015年1月18日，波瓦人竞技0比1皇家体育会的比赛中，姚均晟迎来留葡首秀，在比赛终场前替补上场。当时留学葡萄牙的球员组成了留葡希望队，他是三位队长之一。2016年5月底，姚均晟从葡萄牙返回中国。随后上调山东鲁能一队。2016年8月，姚均晟入选中国U22国家足球队。2017年2月，中甲球队梅州客家宣布姚均晟租借加盟。2017年5月2日，姚均晟入选新组建的中国国家二队首期集训名单。2018赛季回归山东鲁能。